# Jean Nénon
Jean Nénon, né le 25 avril 1906 à Thierville-sur-Meuse (département de la Meuse) et mort le 11 septembre 1976 à Villeneuve-sur-Lot (Lot-et-Garonne), est un homme politique français.

## Biographie
Instituteur à Fumel de 1928 jusqu'à la seconde Guerre mondiale

## Mandats
- Député de 1951 à 1956, puis en 1958 il fut l'attaché parlementaire de Maurice Pic, secrétaire d'État dans les gouvernements (gouvernement Guy Mollet, Gouvernement Maurice Bourgès-Maunoury et Félix Gaillard)
- Conseiller général du canton de Fumel de 1945 à 1955